# José Guirao Cabrera
José Guirao Cabrera (Pulpí, 9 de juny 1959 - Madrid, 11 de juliol de 2022) fou un gestor cultural i expert en art, relacionat amb l'escena avantguardista espanyola des dels anys 90. El 13 de juny de 2018 fou nomenat ministre de Cultura i Esport del Govern d'Espanya després de la dimissió de Màxim Huerta, càrrec que ocupà fins al 13 de gener del 2020.

## Biografia
Llicenciat en filologia hispànica, branca literatura espanyola. Va ser responsable de l'Àrea de Cultura de la Diputació Provincial d'Almeria entre el 1983 i el 1987.
El 1998 va anar cap a Sevilla per ocupar el càrrec de Director General de Béns Culturals de la Junta d'Andalusia. Fins al 1993 desenvolupa projectes com el Plan General de Bienes Culturales de Andalucía, la Llei 1/91 del Patrimoni Històric d'Andalusia, el projecte del Centre Andalús d'Art Contemporani i la creació del Instituto Andaluz del Patrimonio Histórico.
El 1993 va exercir com a director de Belles Arts i Arxius del Ministeri de Cultura a Madrid. El 1994 va ser nomenat director del Museu Nacional Centre d'Art Reina Sofia on va remodelar la col·lecció permanent.
A partir del 2001 es va fer càrrec de La Casa Encendida, espai social i cultural de referència de Madrid pertanyent a la extingida Caja Madrid i després a la Fundación Montemadrid. Va ser director d'aquesta fundació.
Va ser nomenat ministre de Cultura i Esport el 12 de juny de 2018 després que dimitís Màxim Huerta. El 13 de febrer de 2020 va ser substituit per José Manuel Rodríguez Uribes. Poc temps després, al maig del mateix any, va ser nomenat novament Director General de la Fundación Montemadrid. Va morir el juliol de 2022 víctima d'un càncer.

## Obra
- "El Museo Nacional Centro de Arte Reina Sofía: El museo como centro de promoción de obras de arte y de difusión cultural" a Los puntos cardinales de la acción cultural en la España de nuestro tiempo, 1995, ISBN 84-8181-096-7, pàgs. 163-180.
- (et al), Nuevos espacios de producción cultural : museos y centros de arte en España, 2000-2005, Madrid, Gas, 2006, ISBN 9788495457691.
- amb Marí, Bartomeu; Todolí, Vicente; de Diego, Estrella, "Art contemporain: le grand pari institutionnel" a Perspective, 209, pàgs. 247-254, ISSN 1777-7852.
- amb Domínguez, Christian, Moderne Farbkonzepte: Albert Oehlen, Madrid: La Casa Encendida - Turner, 2013, ISBN 9788415427988.
- amb Solberg, Paul, Paul Solberg: ten years in pictures, Nova York, Glitterati Incorporated, 2015, ISBN 9780990532033.